# Subatlanticum
| Serie       | Etage       | Chronozone    | Tijd (jaar BP) |
| ----------- | ----------- | ------------- | -------------- |
| Holoceen    | Holoceen    | Subatlanticum | 0              |
| Holoceen    | Holoceen    | Subatlanticum | 2400           |
| Holoceen    | Holoceen    | Subboreaal    |                |
| Holoceen    | Holoceen    | 5660          |                |
| Holoceen    | Holoceen    | Atlanticum    |                |
| Holoceen    | Holoceen    | 9220          |                |
| Holoceen    | Holoceen    | Boreaal       |                |
| Holoceen    | Holoceen    | 10.640        |                |
| Holoceen    | Holoceen    | Preboreaal    |                |
| Holoceen    | Holoceen    | 11.560        |                |
| Pleistoceen | Weichselien | Jonge Dryas   |                |
| Pleistoceen | Weichselien | Jonge Dryas   | 12.700         |

Het Subatlanticum is het jongste (en dus huidige) tijdperk in de tijdschaal van Blytt-Sernander, die de laatste 14.000 jaar beslaat.
Het klimaat werd tijdens het Subatlanticum natter dan het meer continentale klimaat van het voorafgaande Subboreaal. In vergelijking met het Subboreaal groeide in het Subatlanticum weer veen aan. Heide ging achteruit, omdat deze vegetatie juist droge grond nodig heeft. De overgang tussen de twee tijdvakken ligt rond 2400 jaar geleden.
Het Subatlanticum komt overeen met pollenzones Va, Vb1 en Vb2 van Zagwijn en IX en X van Litt Het wordt soms opgedeeld in een Vroeg (2400 tot 1150 jaar geleden) en een Laat (1150 jaar geleden tot heden) Subatlanticum. Het begin van het Subatlanticum valt in de late ijzertijd.